# Ramala
Ramala (arap.:رام الله, Rām Allāh za “Božja uzvisina”) je glavni grad Palestinskog Autonomnog Područja, smješten na Zapadnoj obali s preko 43.000 stanovnika (2024.). Grad leži 10 km sjeverno od Jeruzalema i povijesno bila kršćanski grad, ali danas prevladava muslimanska većina s velikom kršćanskom manjinom. U gradu su, pored onih u gradu Gazi, smješteni dijelovi palestinske vlade: Palestinsko zakonodavno vijeće, dijelovi izvršne vlasti i ured Službe sigurnosti Palestinske uprave.

## Zemljopisne odlike
Ramal leži na nadmorskoj visini od 850 m, u brdima središnje Palestine, 10 kilometara sjeverozapadno od Jeruzalema. Od izgradnje zida, grad je s juga dostupan samo preko graničnog prijelaza Qalandia, a bivša glavna cesta Jeruzalem-Nablus 60 premještena je istočno. 
Ramala se spojila sa susjednim muslimanskim gradom Al-Birom na sjeveroistoku,a novi gradski centar, Trg Manarah („Trg svjetionika”), leži točno na granici ova dva naselja. Na jugozapadu se industrijsko područje spojilo s gradom Betunja. Na jugu se nalazi veliki izbjeglički kamp Al-Amari, a istočno od Al-Bireha nalazi se židovsko naselje Psagot.
Ovo područje uživa vruću sredozemnu klimu (Köppen Csa) sa suhim ljetom i blagom, kišovitom zimom s povremenim snježnim padalinama. Zabilježeni prosjek oborina u Ramali je oko 615 mm; minimalna količina oborina je 307 mm, a maksimalna 1591 mm.

## Povijest
U okolici grada pronađene su drevne grobnice isklesane u stijenama. Također, nešto južnije od samog središta grada nalazi se arheološko nalazište Tell en-Nasbeh, za koje se vjeruje kako je riječ o biblijskome gradu Mispi (sjedištu drevnog židovskog plemena Benjamin).
U 12. stoljeću francuski križari izgradili su utvrdu Ramalie čiji su dijelovi još uvijek sačuvani u starom gradu Ramale. Godine 1550. Rašid Hadadin i njegova obitelj osnovali su grad Ramalu na toj utvrdi.
Ramala je počela je rasti za vrijeme osmanske Sirije koja je tada bila dio Osmanskog Carstva.
Prevladajuća religija bila je grčko-pravoslavno kršćanstvo. Tek u 17. stoljeću gradi se u Ramali prva arapsko-pravoslavna crkva. odine 1869. američki kvekeri su u Ramali osnovali „Prijateljsku dječačku školu”, a kasnije i djevojačku školu. Povijesna kvekerska kuća za sastanke još uvijek stoji u središtu grada, okružena visokim poslovnim zgradama.
Ramala postaje grad tek 1908. godine.
Grad je 1917. okupiralo Ujedinjeno Kraljevstvo koje upravlja gradom do 1948. godine kada je Zapadna obala pripojena Jordanu, koji je kontrolirao ovu oblast sve do Šestodnevnog rata. Ramala je tada potpala pod izraelsku kontrolu, ali stanovnici ne dobivaju građanska prava. Prema izraelskim aktivistima za ljudska prava, razvoj židovskih naselja, kao što su Beit El i Psagot, spriječio je širenje Ramale i odsjekao ju od obližnjih arapskih sela.
Kada je 1987. izbila Prva Intifada u Ramali je imala veliku podršku. Kada se osnovalo Palestinsko Autonomno Područje kao rezultat Sporazuma iz Osla 1993., Ramala je dobila zgradu parlamenta i postala sjedište nekoliko ministarstava (zajedno s Gazom). Nakon toga otvoreni su uredi stranih predstavništava. Ramala je zapravo de facto glavni grad, te političko, ekonomsko i kulturno središte palestinskih teritorija.  
Dana 12. listopada 2000., na početku Druge intifade, dvojicu izraelskih rezervista ubila je palestinska rulja u policijskoj postaji u Ramali, nakon čega su  Izraelske zračne snage bombardirale Ramalu i Gazu.
Godine 2002. dogodila se još jedna invazija izraelskih trupa, uzrokujući veliku štetu. Nakon smrti u pariškoj bolnici, Jaser Arafat pokopan je 12. studenog 2004. godine na trgu Mukata u Al-Biri. 
Nakon općinskih izbora u prosincu 2005., kršćanka Janet Michael izabrana je za gradonačelnicu, prva žena na toj poziciji. Ljeti 2008. grad je proslavio 100. obljetnicu gradske uprave brojnim događajima. 

## Stanovništvo
| Godina | Broj stanovnika |
| ------ | --------------- |
| 1896.  | 2.061           |
| 1922.  | 3.104           |
| 1931.  | 4.286           |
| 1938.  | 4.900           |
| 1945.  | 5.080           |
| 1961.  | 14.759          |
| 1967.  | 12.134          |
| 1997.  | 17.851          |
| 2007.  | 27.460          |
| 2017.  | 38.998          |

Ramala je izvorno bila mjesto naseljeno gotovo isključivo arapskim kršćanima. Godine 1904., prema popisu stanovništva Grčkog pravoslavnog patrijarhata u Jeruzalemu, 4500 kršćana koji su živjeli u gradu bili su grčki pravoslavci.  Rimokatolička župna franjevačka crkva posvećena je Svetoj Obitelji. Godine 1961. Evangelička luteranska crkva u Jordanu (ELCJ) postavila je kamen temeljac za protestantsku crkvu. 
Prema statistikama iz 1945. godine, stanovništvo je iznosilo 5080, s kršćanima koji su činili većinu stanovništva (4.440 kršćana i 640 muslimana). Međutim, demografski sastav grada drastično se promijenio pod jordanskom okupacijom, kada je došlo do znatne emigracije kršćana. Zbog toga su nešto više od polovice od 12.134 stanovnika grada do 1967. godine bili kršćani, a ostatak muslimani.
Doseljavanjem mnogih muslimanskih izbjeglica nakon osnivanja Izraela, situacija s uvelike promijenila. Kao rezultat toga, grad sada ima muslimansku većinu. Naime, prema popisu stanovništva Palestinskog središnjeg zavoda za statistiku (PCBS) iz 1997., palestinske izbjeglice brojale su 17.851 stanovnika, što je činilo 60,3%. Bilo je 8.622 muškaraca i 9.229 žena, a osobe mlađe od 20 godina činile su 45,9% stanovništva, dok su oni u dobi između 20 i 64 godine činili 45,4%, a stanovnici stariji od 64 godine činili su 4,7%.
Međutim, arapski kršćani čine značajnu manjinu i danas, krećući se oko 25%.

### Slavni stanovnici
- Jaser Arafat (1929. – 2004.), političar
- Mahmud Darviš (1941. – 2008.), pjesnik
- Hanan Ašravi (* 1946.), političarka i engleska znanstvenica
- Rijad Mansur (* 1947.), palestinsko-američki diplomat
- Radža Šehade (* 1951.), odvjetnik i pisac
- Saleh al-Aruri (1966. – 2024.), vođa Hamasa

## Gradovi prijatelji
Ramala je zbratimljena sa slijedećim gradovima:
| - Aman, Jordan (2011.) - Bordeaux, Francuska (2007.) - Campo Grande, Brazil (2011.) - Casablanca, Maroko (2010.) - Città di Castello, Italija (2008.) - Épinay-sur-Seine, Francuska (2013.) - Hounslow, London, UK (1988.) - Liège, Belgija (2013.) | - Lublin, Poljska (2010.) - Muscatine, SAD (2011.) - Napulj, Italija (2010.) - Pariz, Francuska (2013.) - San Fernando de Henares, Španjolska (2010.) - Središnji administrativni okrug, Moskva, Rusija (2010.) - Toulouse, Francuska (2010.) - Trondheim, Norveška (2004.) |

## Vanjske poveznice
- Službena stranica grada  Arhivirana inačica izvorne stranice od 14. prosinca 2010. (Wayback Machine)